# Live at the Isle of Wight 1970
Live at the Isle of Wight 1970 je koncertní album kanadského hudebníka Leonarda Cohena, vydané v říjnu roku 2009 hudebním vydavatelstvím Columbia Records. Jde o záznam z koncertu ze dne 31. srpna 1970, kdy Cohen vystoupil na třetím ročníku festivalu Isle of Wight. Album vyšlo jak v klasické verzi na CD a dvojLP, tak i ve verzi s videozáznamem na DVD a Blu-ray.

## Seznam skladeb

### CD a 2LP
1. „Introduction“
2. „Bird on the Wire“
3. „Intro to So Long, Marianne“
4. „So Long, Marianne“
5. „Intro: Let's renew ourselves now…“
6. „You Know Who I Am“
7. „Intro to Poems“
8. „Lady Midnight“
9. „They Locked Up a Man“ (báseň) / „A Person Who Eats Meat“ / „Intro“
10. „One Of Us Cannot Be Wrong“
11. „The Stranger Song“
12. „Tonight Will Be Fine“
13. „Hey, That's No Way to Say Goodbye“
14. „Diamonds in the Mine“
15. „Suzanne“
16. „Sing Another Song, Boys“
17. „The Partisan“
18. „Famous Blue Raincoat“
19. „Seems So Long Ago, Nancy“

### DVD a BluRay
1. Intro: „Diamonds in the Mine“
2. „Famous Blue Raincoat“
3. „It's a Large Nation“
4. „Bird on the Wire“
5. „One of Us Cannot Be Wrong“
6. „The Stranger Song“
7. „Tonight Will Be Fine“
8. „They've Surrounded The Island“
9. „Hey, That's No Way to Say Goodbye“
10. „Sing Another Song Boys“
11. „Judy Collins Introduces Suzanne“
12. „Suzanne“
13. „Joan Baez on the Isle of Wight“
14. „The Partisan“
15. „Seems So Long Ago, Nancy“
16. „So Long, Marianne“
17. bonusové rozhovory: Bob Johnston, Judy Collins, Joan Baez a Kris Kristofferson

## Obsazení
- Leonard Cohen – zpěv, kytara
- Bob Johnston – kytara, harmonika, klavír, varhany
- Ron Cornelius – kytara
- Charlie Daniels – baskytara, housle
- Elkin „Bubba“ Fowler – baskytara, banjo
- Corlynn Hanney – doprovodné vokály
- Donna Washburn – doprovodné vokály
- Susan Musmanno – doprovodné vokály